# (35078) 1990 QB7
1990 QB7 (asteroide 35078) é um asteroide da cintura principal. Possui uma excentricidade de 0.22682390 e uma inclinação de 3.32029º.
Este asteroide foi descoberto no dia 20 de agosto de 1990 por Eric Walter Elst em La Silla.